# Ergebnisse der Kommunalwahlen in Kempten (Allgäu)
- FfK: 2
- SPD: 4
- Grüne: 8
- UB/ödp: 2
- FDP: 2
- FW: 10
- CSU: 12
- JU: 1
- AfD: 3

In den folgenden Listen werden die Ergebnisse der Kommunalwahlen in Kempten (Allgäu) aufgelistet. Es werden die Ergebnisse der Stadtratswahlen seit 1996 angegeben.
Es werden nur diejenigen Parteien und Wählergruppen aufgelistet, die bei wenigstens einer Wahl mindestens zwei Prozent der gültigen Stimmen erhalten haben. Bei mehrmaligem Überschreiten dieser Grenze werden auch Ergebnisse ab einem Prozent aufgeführt.

## Parteien
- CSU: Christlich-Soziale Union in Bayern
- FDP: Freie Demokratische Partei
- Grüne: Bündnis 90/Die Grünen
- ÖDP: Ökologisch-Demokratische Partei
  - 1996 und seit 2008 als UB/ÖDP: Unabhängige Bürger/ÖDP
  - 2002 als: Unabhängige Bürger/ÖDP/Mensch-Umwelt-Tierrechte
- REP: Die Republikaner
- SPD: Sozialdemokratische Partei Deutschlands
- AfD: Alternative für Deutschland
- JU: Junge Union
- Linke: Die Linke

## Wählergruppen
- Frauen: Kempt'ner Frauenliste
- FW/ÜP: Freie Wähler/Überparteiliche Wählergruppe e.V.
- FfK: Future for Kempten

## Stadtratswahlen
Die folgenden Tabellen zeigen für die fünf vergangenen Kommunalwahlen in Kempten die Ergebnisse der Parteien und Listen (links) sowie die sich daraus ergebenden Sitzverteilungen (rechts).
| Partei / Liste  | Stimmanteile | Stimmanteile | Stimmanteile | Stimmanteile | Stimmanteile |
| Partei / Liste  | 1996         | 2002         | 2008         | 2014         | 2020         |
| --------------- | ------------ | ------------ | ------------ | ------------ | ------------ |
| CSU             | 40,7 %       | 47,1 %       | 40,63 %      | 37,04 %      | 26,48 %      |
| Grüne           | 6,9 %        | 6,2 %        | 11,46 %      | 13,74 %      | 19,16 %      |
| SPD             | 23,4 %       | 18,4 %       | 14,22 %      | 17,04 %      | 9,24 %       |
| AfD             | –            | –            | –            | –            | 6,81 %       |
| FDP             | 5,1 %        | 4,7 %        | 6,46 %       | 5,73 %       | 4,66 %       |
| UB/ödp          | 4,8 %        | 5,7 %        | 7,49 %       | 6,58 %       | 4,34 %       |
| JU              | –            | –            | –            | –            | 1,49 %       |
| Linke           | –            | –            | –            | –            | 0,97 %       |
| REP             | 4,2 %        | 3,2 %        | 3,18 %       | 1,70 %       | –            |
| FW/ÜP           | 10,4 %       | 10,9 %       | 12,88 %      | 18,17 %      | 21,78 %      |
| FfK             | –            | –            | –            | –            | 6,07 %       |
| Frauen          | 4,4 %        | 3,9 %        | 3,67 %       | –            | –            |
| Wahlbeteiligung | unbek.       | 48,1 %       | 42,95 %      | 41,42 %      | 44,01 %      |

| Partei / Liste | Sitze | Sitze | Sitze | Sitze | Sitze |
| Partei / Liste | 1996  | 2002  | 2008  | 2014  | 2020  |
| -------------- | ----- | ----- | ----- | ----- | ----- |
| CSU            | 19    | 21    | 18    | 16    | 12    |
| Grüne          | 3     | 3     | 6     | 6     | 8     |
| SPD            | 11    | 8     | 6     | 7     | 4     |
| AfD            | –     | –     | –     | –     | 3     |
| FDP            | 2     | 2     | 3     | 3     | 2     |
| UB/ödp         | 2     | 2     | 3     | 3     | 2     |
| JU             | –     | –     | –     | –     | 1     |
| Linke          | –     | –     | –     | –     | 0     |
| REP            | 1     | 1     | 1     | 1     | –     |
| FW/ÜP          | 4     | 5     | 6     | 8     | 10    |
| FfK            | –     | –     | –     | –     | 2     |
| Frauen         | 2     | 2     | 1     | –     | –     |
| Gesamt*        | 44    | 44    | 44    | 44    | 44    |

## Nachweise
1. ↑  ok-vote.de: Stadtratswahl 2020 Kempten (Allgäu)